# Souméras
Souméras – miejscowość i gmina we Francji, w regionie Nowa Akwitania, w departamencie Charente-Maritime.
Według danych na rok 1990 gminę zamieszkiwało 267 osób, a gęstość zaludnienia wynosiła 43 osób/km² (wśród 1467 gmin regionu Poitou-Charentes Souméras plasuje się na 742. miejscu pod względem liczby ludności, natomiast pod względem powierzchni na miejscu 1025.).